# Arresthus
 Der er for få eller ingen kildehenvisninger i denne artikel, hvilket er et problem. Du kan hjælpe ved at angive troværdige kilder til de påstande, som fremføres i artiklen.

Et arresthus eller blot en arrest er et mindre, lokalt fængsel, der primært huser varetægtsfængslede med en verserende straffesag samt fængslede, der afsoner kortere frihedsstraffe.
Kriminalforsorgen driver 36 arresthuse. Dertil kommer Københavns Fængsler og tre arrestafdelinger i statsfænglserne i Horsens, Nyborg og Vridsløselille. I alt er der ca. 1.600 pladser i arretsthusene.
| Jura | Spire Denne juraartikel er en spire som bør udbygges. Du er velkommen til at hjælpe Wikipedia ved at udvide den. |